# DesignSpark PCB
DesignSpark PCB és un programari propietari de l'empresa RS Components però d'utilització sense cost per a dissenyar esquemàtics electrònics i la seva implementació en circuit imprès o PCB. La versió inicial fou alliberada l'any 2010.

## Història
- DesignSpark es va creà com una col·laboració del distribuïdor de componenst electrònics RS Components i l'empresa de desenvolupament de programari Number One Systems.
- Versió a l'any 2017 : 8.0
- Versió a l'any 2018 : 8.1[4]

## Manegador de projectes
Un projecte de PCB pot estar format de un o més esquemes que defineixen una única PCB. Admet la sincronització amb la base ded dades decomponents de l'empresa RS Components per a poder disposar de símbols elèctrics, encapsulats de components, models 3D i cost econòmic de l'ensamblat.

## Editor d'esquemes
DesignSpark té un editor o capturardor d'esquemes elèctrics/electrònics. Incorpora un editor de lliberia de símbols elèctrics de components. Un projecte pot tenir múltibles esquemàtics que conformen un projecte.

## Editor de PCB
DesignSpark té un editor o layout de PCB sincronitzat amb un o diversos esquemes. Incorpora un editor de lliberia d'encapsulats de components.

## Visor 3D de PCB
DesignSpark pot visualitzar el resultat de la PCB en 3 dimensions. També és editor de models i llibreries 3D.